# Saint-Vivien (Charente-Maritime)
Saint-Vivien é uma comuna francesa na região administrativa da Nova Aquitânia, no departamento de Charente-Maritime. Estende-se por uma área de 8,27 km². Em 2010 a comuna tinha 1 353 habitantes (densidade: 163,6 hab./km²).